# Jens Christian Rostgaard von der Maase
Jens Christian Rostgaard von der Maase (født 1949) er en dansk advokat, der ejer størstedelen af øen Anholt i Kattegat.